# Svjetleći divovi
Svjetleći divovi (engl. Lighting Giants), mjesno specifična monumentalna svjetlosna skulptura i umjetnička instalacija na brodogradilišnim dizalicama smještenima na otočiću Uljaniku u Puli. 

## Projekt
Instalacija dizajnera rasvjete Deana Skire obuhvaća 46 reflektora teških po 40-ak kilograma i postavljenih na osam dizalica visokih 100 metara. Svaki reflektor ima po 64 neovisna piksela, a LED-ovi mogu proizvesti 16 tisuća različitih boja. Prvi put u svijetu osvijetljene su brodogradilišne dizalice koje su još u funkciji. Instalacija je kontrolirana putem računala čime se omogućuje daljinsko programiranje različitih rasvjetnih scena, ovisno o prigodi.
Iako je svečano otvorenje bilo zakazano 3. svibnja 2014., zbog lošeg vremena održano je sljedećeg dana, 4. svibnja 2014., uoči Dana grada Pule. Osvjetljenje dizalica bio je vrhunac Visualia festivala. Instalaciju vrijednu 2,75 milijuna kuna financijski su omogućili lokalna turistička zajednica uz potporu Ministarstva turizma, Grada Pule, Uljanika, Arenaturista i drugih.
Projekt je začet 2000. godine, no tek je posljednjih 6 mjeseci prije svečanog otvorenja omogućeno da se idejni projekt izvede. Svaki reflektor ima snagu od oko 270 vati, a po dizalici ih ima 10-12, što odgovara potrošnji energije tri kućne žarulje od 100 vati. Godišnje će reflektori trošiti manje nego kad se sama dizalica jednom upali i pomakne po tračnicama. Zbog tehnologije LED-a očekuje se da troškova održavanja neće biti barem 15-ak godina.

## Prigodna osvjetljenja
Tijekom održavanja Svjetskog prvenstva u nogometu i u sklopu proslave velike pobjede hrvatske nogometne reprezentacije nad Španjolskom Svjetleći divovi zasjali su u hrvatskim navijačkim bojama. Istog su ljeta dobili svoju novu memorijalnu funkciju prilikom obilježavanja Dana Pobjede i domovinske zahvalnosti 5. kolovoza kada su sve dizalice zasjale u nacionalnim bojama Republike Hrvatske.
Pri kraju kolovoza dizalice su zasjale u talijanskim bojama u sklopu odavanja počasti žrtvama razornog potresa u središnjoj Italiji, te tijekom obilježavanja Dana Istarske županije 23. rujna kada su zasjali u tradicionalnim bojama Istre. Prilikom obilježavanja velike godišnjice 25. godina od međunarodnog priznanja Republike Hrvatske Svjetleći divovi nastavili su sada već tradiciju obilježavanja nacionalnih blagdana i posebnih državnih godišnjica.
Početkom 2017. poznati britanski portal The Telegraph, postavio je Pulu među 20 svjetskih odredišta koja se moraju posjetiti u tekstu u kojem poziva svoje građane da posebnu pozornost prilikom posjete posvete novoj turističkoj senzaciji Svjetlećih divova.

## Više informacija
- svjetlosna umjetnost
- Visualia festival

## Vanjske poveznice
- Skira Architectural Lighting Design: Cranes Pula, Croatia  Arhivirana inačica izvorne stranice od 5. svibnja 2014. (Wayback Machine)
- Svjetleći divovi, svečano otvorenje na YouTubeu